# Tyler Butterfield
Pour les articles homonymes, voir Butterfield.
Tyler  Barbour  Butterfield né le 12 février 1983 à Pembroke Parish aux Bermudes est un triathlète professionnel, vainqueur sur Ironman 70.3 en 2016 et des championnats panaméricains en 2012.

## Biographie

### Jeunesse
Tyler Butterfield est l'enfant d'une famille sportive. Son père James  est un rameur qui participe aux Jeux olympiques d'été de 1972 dans cette spécialité, il pratique également le triathlon et fait partie des Finishers de l'Ironman à Hawaï en 1981, où il prend la septième place. Sa mère Debbie est une marathonienne qui termine quatrième du marathon de Boston en 1985
.

### Carrière sportive
Tyler Butterfield  pratique également le cyclisme avant de se concentrer sur le triathlon. Il devient en 2002, le premier triathlète professionnel des Bermudes. Il est aussi le plus jeune compétiteur lors du second triathlon olympique au cours  des Jeux olympiques d'été de 2004. Il prend la 35e place en 1 h 58 min 26 s.
En 2006, il court en amateur pour l'équipe Vendée U en France   et participe aux Jeux du Commonwealth de 2006 à Melbourne. Il termine 11e dans la course en ligne. En 2007, il fait partie de l'équipe Slipstream, une équipe cycliste professionnelle. Il est de nouveau qualifié pour l'épreuve de triathlon des Jeux olympiques d'été de 2012 et prend la 34e place en 1 h 50 min 32 s. Après ces jeux, il fait le choix de se concentrer uniquement sur le triathlon longue distance. En 2013 Tyler Butterfield finit 7e aux championnats du monde d'Ironman à Kailua-Kona (Hawaï), pour sa première participation et 9e pour le championnat du monde d'Ironman 70.3. En 2014, lors des Jeux du Commonwealth, il termine sur courte distance à la 19e place. En 2015, il prend la 5e place du championnat du monde d'Ironman à Kona.
Lors des Jeux du Commonwealth de 2018, il termine 12e du marathon et bat le record des Bermudes en 2 h 26 min 29 s. Il améliore ce record en 2019 en courant le marathon du lac Biwa en 2 h 21 min 47 s.
Tyler Butterfield est élu athlète masculin des Bermudes en 2006 et 2013.

### Vie privée
Tyler Butterfield est marié à la triathlète professionnelle australienne Nikki Butterfield-Egyed  qui remporte l'édition 2011, de l'Ironman 70.3 Syracuse et l'Abu Dhabi International Triathlon en 2012. 10 mois après la naissance de leur second enfant, elle fait le choix de se retirer de la compétition professionnelle en janvier 2015.

## Palmarès en triathlon
Le tableau présente les résultats les plus significatifs (podium) obtenus sur le circuit national et international de triathlon depuis 2009,.
| Année | Compétition                             | Pays        | Position           | Temps           |
| ----- | --------------------------------------- | ----------- | ------------------ | --------------- |
| 2019  | Ironman Cozumel                         | Mexique     | Médaille d'or      | 7 h 44 min 1 s  |
| 2019  | Ironman 70.3 Cozumel                    | Mexique     | Médaille d'or      | 3 h 50 min 22 s |
| 2019  | Ironman 70.3 Boulder                    | États-Unis  | Médaille d'argent  | 3 h 44 min 40 s |
| 2018  | Ironman 70.3 Philippines                | Philippines | Médaille d'argent  | 3 h 47 min 39 s |
| 2017  | Ironman Texas                           | États-Unis  | Médaille de bronze | 7 h 58 min 29 s |
| 2017  | Ironman 70.3 Victoria                   | États-Unis  | Médaille d'or      | 3 h 53 min 12 s |
| 2016  | Ironman 70.3 Timberman                  | États-Unis  | Médaille d'or      | 3 h 48 min 4 s  |
| 2015  | Ironman 70.3 Brésil                     | Brésil      | Médaille de bronze | 3 h 45 min 48 s |
| 2014  | Abu Dhabi International Triathlon       | Bahreïn     | Médaille d'or      | 6 h 43 min 1 s  |
| 2014  | Championnat national des Bermudes       | Bermudes    | Médaille d'or      | 1 h 55 min 49 s |
| 2014  | Ironman France                          | France      | Médaille de bronze | 8 h 40 min 56 s |
| 2013  | Ironman Mexico                          | Mexique     | Médaille d'argent  | 8 h 2 min 42 s  |
| 2013  | Ironman 70.3 Calgary                    | Canada      | Médaille de bronze | 3 h 43 min 38 s |
| 2012  | Championnats panaméricains de triathlon | Argentine   | Médaille d'or      | 1 h 53 min 36 s |
| 2010  | Ironman 70.3 Boulder                    | États-Unis  | Médaille d'argent  | 8 h 49 min 18 s |
| 2010  | Ironman 70.3 St.Croix                   | États-Unis  | Médaille de bronze | 4 h 10 min 38 s |
| 2009  | Ironman 70.3 Monaco                     | Monaco      | Médaille de bronze | 4 h 20 min 11 s |

## Palmarès en cyclisme
- 2005
  - La Suisse Vendéenne
- 2006
  - 1re étape du Tour Nivernais Morvan (contre-la-montre par équipes)
  - 1re étape du Tour de Guadeloupe
  - 3e du Tour Nivernais Morvan
- 2007
  - [[Fichier:|20px|class=noviewer|]] Champion des Bermudes sur route
- 2008
  -  Médaillé de bronze du championnat de la Caraïbe sur route
- 2016
  - [[Fichier:|20px|class=noviewer|]] Champion des Bermudes du contre-la-montre
- 2017
  - 3e du championnat des Bermudes du contre-la-montre
- 2020
  - 3e du championnat des Bermudes du critérium[10]